# Jiyizhuang (sockenhuvudort i Kina, Shanxi Sheng, lat 39,24, long 113,48)
Jiyizhuang (kinesiska: 集义庄) är en sockenhuvudort i Kina. Den ligger i provinsen Shanxi, i den norra delen av landet, omkring 170 kilometer nordost om provinshuvudstaden Taiyuan. Antalet invånare är 11 217. Befolkningen består av 5 365 kvinnor och 5 852 män. Barn under 15 år utgör 17,0 %, vuxna 15-64 år 72 %, och äldre över 65 år 10,0 %.
Runt Jiyizhuang är det ganska tätbefolkat, med 111 invånare per kvadratkilometer. Närmaste större samhälle är Shahe, 7,0 km nordost om Jiyizhuang. Trakten runt Jiyizhuang består i huvudsak av gräsmarker.
Genomsnittlig årsnederbörd är 671 millimeter. Den regnigaste månaden är juli, med i genomsnitt 170 mm nederbörd, och den torraste är januari, med 4 mm nederbörd.